# Egri járás
A Egri járás Heves vàrmegyéhez tartozó járás Magyarországon 2013-tól, székhelye Eger. Területe 602,05 km², népessége 87 440 fő, népsűrűsége 145 fő/km² volt a 2012. évi adatok szerint. Két város (Eger és Verpelét) és 20 község tartozik hozzá.
Az Egri járás a járások 1983-as megszüntetése előtt is mindvégig létezett, és székhelye az állandó járási székhelyek kijelölése (1886) óta végig Eger volt.

## Települései
| Település       | Rang (2013. július 15.)         | Kistérség (2013. január 1.) | Népesség (2012. január 1.) | Terület (km²) |
| --------------- | ------------------------------- | --------------------------- | -------------------------- | ------------- |
| Eger            | megyeszékhely megyei jogú város | Egri                        | 56 166                     | 92,21         |
| Verpelét        | város                           | Egri                        | 3 812                      | 53,18         |
| Andornaktálya   | község                          | Egri                        | 2 740                      | 16,75         |
| Bátor           | község                          | Bélapátfalvai               | 407                        | 27,32         |
| Demjén          | község                          | Egri                        | 590                        | 25,08         |
| Egerbakta       | község                          | Egri                        | 1 434                      | 32,37         |
| Egerbocs        | község                          | Bélapátfalvai               | 531                        | 15,95         |
| Egercsehi       | község                          | Bélapátfalvai               | 1 377                      | 10,39         |
| Egerszalók      | község                          | Egri                        | 1 886                      | 23,11         |
| Egerszólát      | község                          | Egri                        | 1 062                      | 26,1          |
| Feldebrő        | község                          | Egri                        | 1 021                      | 26,52         |
| Felsőtárkány    | község                          | Egri                        | 3 358                      | 77,32         |
| Hevesaranyos    | község                          | Bélapátfalvai               | 582                        | 17,02         |
| Kerecsend       | község                          | Egri                        | 2 304                      | 24,58         |
| Maklár          | község                          | Egri                        | 2 398                      | 28,01         |
| Nagytálya       | község                          | Egri                        | 844                        | 13,19         |
| Noszvaj         | község                          | Egri                        | 1 857                      | 18,84         |
| Novaj           | község                          | Egri                        | 1 390                      | 18,52         |
| Ostoros         | község                          | Egri                        | 2 670                      | 23,51         |
| Szarvaskő       | község                          | Egri                        | 385                        | 12,59         |
| Szúcs           | község                          | Bélapátfalvai               | 401                        | 8,49          |
| Tarnaszentmária | község                          | Egri                        | 225                        | 11            |

## Demográfia
A 2001-es és a 2011-es népszámlálás adatainak összehasonlítása alapján a következő települések lakossága nőtt a járásban:
- Maklár +2%, 2359 fő (2001), 2406 fő (2011)
- Kerecsend +2% 2198 fő (2001), 2242 fő (2011)
- Andornaktálya +5,8% 2661 fő (2001), 2816 fő (2011)
- Nagytálya +6,7% 836 fő (2001), 892 fő (2011)
- Noszvaj + 7,4% 1670 fő (2001), 1793 fő (2011)
- Felsőtárkány +7,6 3209 fő (2001), 3452 fő (2011)
- Ostoros +11,1% 2399 fő (2001), 2666 fő (2011)

A legjelentősebb csökkenést Tarnaszentmária szenvedte el, mivel 2001-es lakosságának több, mint 25 százalékát (-25,2%) elveszítette tíz év leforgása alatt, így lakossága a 2001-es 290 főről 2011-re 217 főre apadt.